# Prezydium
Prezydium – organ kierowniczy organu kolegialnego. Jednym z jego zadań jest kierowanie obradami organu. 
Współczesnymi prezydiami w polskim porządku konstytucyjnym są m.in. Prezydium Rady Ministrów i Prezydium Sejmu.
W Rzeczypospolitej Obojga Narodów prezydium było nazwą jednostki podziału terytorialnego w Inflantach, a także nazwą załogi wojskowej fortu, zamku lub grodu.